# 기흥구
기흥구(器興區)는 용인시의 서쪽에 위치한 구이다. 기흥구의 주민등록 인구는 구를 설치한 2005년 10월 31일에 22만 5270명(기흥읍 12만 5천 명, 구성읍 10만 명)이었고, 2007년 7월에 30만 명, 2014년 11월에 40만 명을 돌파하였다.

## 명칭 유래

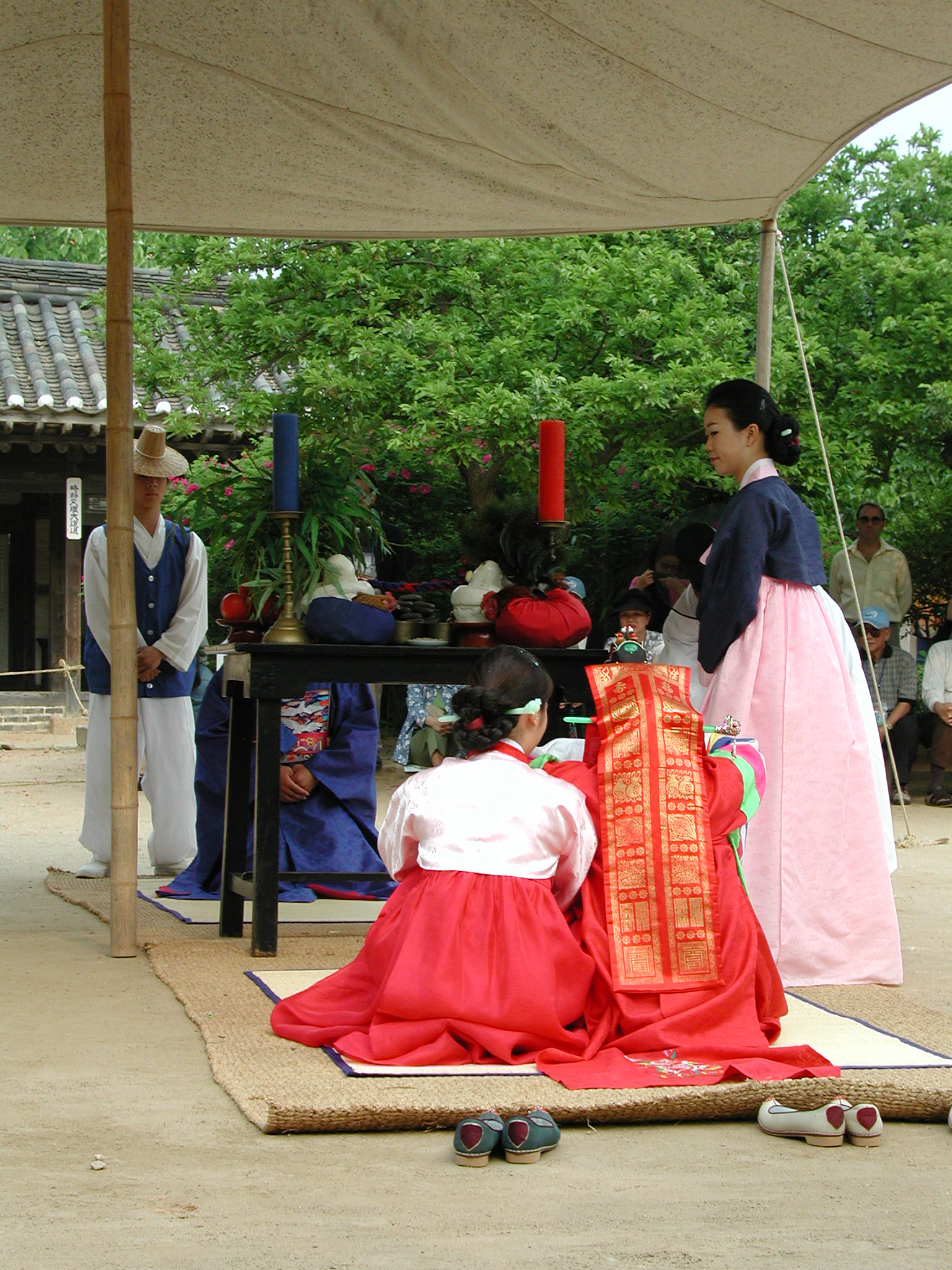
한국민속촌(기흥구 보라동)에서 재현되는 전통혼례

『여지도서』에 기곡면과 구흥면의 위치와 편호 및 남녀별 인구의 기록이 확인되고 구흥은 역참제의 역원이 있던 지역으로 『신증동국여지승람』에 "구흥역은 현 남쪽 5리에 있다."고 기록되어 있다. 『세종실록지리지』에는 "역(驛)이 두 개 있는데, 구흥(駒興)과 금령이 그것이다. 구흥의 본 이름은 용흥(龍興)인데, 정승 하륜(河崙)이 지나다가 이르기를, "용흥은 참역(站驛)의 이름으로는 맞지 아니하다."하고, 지금의 이름으로 고쳤다."라는 기록이 있다.
2005년 구의 이름을 정하던 당시 옛 구성읍(駒城邑)의 '구'(駒)와 기흥읍(器興邑)의 '흥'(興)을 따서 붙인 이름인 '구흥구(駒興區)'로 정할 예정이었으나 기흥에 반도체 사업장을 갖고 있는 삼성전자와 주민들의 반발로 인해 설문 조사를 실시한 결과 세계적으로 '삼성기흥반도체'라는 명칭이 널리 알려지면서 외국인들 사이에 '기흥'이라는 지명이 '한국의 실리콘밸리' 또는 '반도체 중심지'로 인식된 점에서 기흥구라는 이름이 38.5%로 6.1%인 구흥구를 앞질러 기흥구로 확정했다. 용인시 기흥구의 행정지명은 구갈동, 구성동, 기흥동, 동백동, 마북동, 보정동, 상갈동, 상하동, 서농동, 신갈동 등 10개 법정동을 관할하고 있다.
보정동은 현재 연원부락에 보수원이 있었고 그곳에 큰 정자가 있었다고 하여 보정리라 칭하였다. 독정마을은 옛날에 마을 앞에 따로 큰 정자가 있었다. 이씨 성을 갖은 선비가 과거 공부를 하기 위 하여 정자 밑에 움막을 짓고 공부를 하여 과거에 합격한 후 집으로 돌아가보니 노부모님들이 모두 돌아가시고 폐가가 되어 있어 오갈데없는 이씨선비는 과거공부 하던 곳으로 돌아와 거처를 정하고 정착하게 되어 마을을 형성하게 되었으며 마을 이름도 홀로 서있는 큰 정자나무(느티나무로 추정됨)와 인연이 되어 홀로 독(獨)자와 정자 정(亭)자를 사용하였으나, 일제치하에서 홀로 독자를 사용하지 못하게 하고 개명되어 행정명칭으로 두터울 독(篤)자로 고쳐 쓰게 하였다. 또한 마을 상류에 조선시대에 독을 만들던 가마터가 있어 독쟁이라 고하는 설도 있다.
보정동의 신촌말 또는 신촌마을은 원래 이곳에는 마을이 없었으나 새로 한집 두집 촌락이 형성되기 시작하면서 새로 생긴 마을이란 뜻에서 한자 표기로 신촌이 되었다. 소실마을은 부락 뒤편에 소봉이라는 산이 있는데 그 산 밑에 마을이 있어 그 산 이름을 따서 소실이라 하였다. 연원마을은 이 마을에 보수원이 있었고 마을 안에 큰 연꽃이 많아 연원이라고 불렸다고 하나 지금은 연못이 메워지고 작은 연못이 하나 있을 뿐이다. 이현마을은 이 마을에서 수지면으로 통하는 뒷고개가 있는데 이 고개가 황토로 하여 질어서 진고개라 하였으며 이를 한자로 써서 이현리라고 하였다.
마북동은 옛날 상마곡 부락에 마운사(痲雲寺)라는 사찰이 있었고 이 절의 중이 마의를 입고 다녔으며 면소재지 북면에 위치한다 하여 마북리로 불렸다고 한다. 마북동의 이웃 마을이었던 청덕리(淸德里)는 1914년 동변면(東邊面)의 수청동(水淸洞)과 덕수동(德水洞), 읍내면의 언동 일부를 합쳐 수청동의 '청'자와 덕수동의 '덕'자를 따서 청덕리라 하였고 전한다.
수청은 '물푸른'의 한자 표기인데, 마을 뒤 법화산이 기흥구 구간에서는 남측으로 발원하여 물이 유난히 맑고 푸른데서 기원한 것으로 '물푸레'를 한자로 적은 것이다. 이 '청덕천'은 '마북천'과 만나 탄천으로 흘러든다. 수청이나 덕수라는 지명 모두 물과 관련된 것인데, 『호구총수』의 동변면 지역에는 수상동(水上洞) · 수중동(水中洞) · 수하동(水下洞) 등 물과 관련된 지명이 기록되어 구성동의 중리 마을에 있던 어정(漁汀) 마을은 1995년 어정(御井) 마을로 지명이 변경되었다. 일제강점기 때 일본식 한자로 변경된 지명을 '임금님이 마시던 우물'이란 뜻을 가진 본래의 고유지명으로 바로잡았다.
구성동은 고구려가 자국에 편입한 백제 영지를 구성으로 명명한 것은 고어에 “크다”는 뜻의 “말아”(예:말매미, 말잠자리)를 한자음 駒(구)로 표기한 것으로 풀이된다. “마라” 또는 “말”은 마루의 동의어로서 크다(大) 높 다 (高, 上, 예, 산마루)의 의미를 포함한다고 할 때, 신라 때 구성을 거서로 고친 것도 크다는 본래 의미의 동의어로 알려져 있다. 구성은 큰성(대성) 또는 마 라재(높은 곳)라는 의미를 지닌 것으로 풀이되며 본래 고구려의 구성(駒城)에서 유래된 용인시 최초의 행정지명이다.
동백동은 본래 용인현 동변면(東邊面)에 속했던 지역으로 동막(東幕)과 백현(栢峴)을 합치고 두마을 명칭의 두문자를 합쳐서 동백리라 하였으며2005. 10. 31일 구청개청에 따라 동백동으로 변동되었고 중동은 본래 용인현 동변면(東邊面)에 속했던 지역인데 1914년 행정구역이 개편될시 중동(中洞) 일원을 중리로 고쳤으며 2005. 10. 31일 구청개청에 따라 중동으로 변동되었는데 법정동은 동백동으로 되어 있다.
상하동은 본래 용인현의 동변면(東邊面)에 속했던 지역으로 1914년 행정구역이 개편될시 상지석(上支石), 하지석(下支石)과 수원동(壽院洞)을 병합하고 상·하지석의 이름을 따서 상하리라 하였으며, 2005. 10. 31일 구청 개청에 따라 상하동으로 변동되었다. 구성면의 중리 마을에 있던 어정(漁汀) 마을은 중동, 상하동으로 분동되어 중동은 행정동 동백동에서 관할하고 있다. 어정(漁汀) 마을은 1995년 어정(御井, 어정동) 마을로 지명이 변경되었다. 이는 일제강점기 때 변경된 지명을 임금님이 마시던 우물이란 뜻을 가진 고유지명으로 바로잡은 것이다.
신갈동에 딸린 동 중의 하나(행정동명과 일치). 본래 용인현 구흥면 지역이었으나 1914년 행정구역 개편할 때 역촌일부, 신촌, 미동, 갈천, 상촌, 상관곡리 등을 합치고 신촌과 갈천의 첫 자를 따서 신갈동이라 하였다.
구갈동은 본래 용인현의 구흥면 지역인데 1914년 행정구역을 개편할 때 구흥면의 하관곡리와 내기, 갈곡을 합쳐 구갈리라 하였고 갈곡마을은 갈곡, 구갈리 동남쪽에 있는 마을, 구갈지구 택지개발단지로 편입하였고 관곡마을은 구갈리에서 으뜸되는 마을, 상관곡과 하관곡으로 나눈다. 내기마을은 안말, 안터, 구갈리에 딸린마을. 관골안쪽에 자리잡았으므로 내기라 하고 있고 아래 관골마을은 관골 아래쪽에 있어서 붙여진 지명이고 위관골(꼴)마을은 상관곡을 이르는 말로 구갈리 상단에 있으므로 위관골이라 하였다고 전해진다.
상갈동은 본래 용인현의 기곡면 지역으로서 갈천 위쪽에 위치하므로 윗갈래, 또는 상갈천이라 하였는데 1914년 행정구역을 개편할 때 금화, 중갈천, 상갈천을 합쳐서 상갈리 하였다. 금화마을은 쇠품리, 이 마을에 금반형의 터가 있다고 하여 쇠품리라 칭하였는데 왜정 때 이를 고쳐서 금화라 개칭하였다는데 상갈천은 마을 앞에 흐르는 내가 칡 넝쿨 같은 형상이라 이를 갈천이라하였고 갈천 위쪽에 있는 마을이라 하여 상갈천이라 하였다. 쇠품이마을은 상갈리에서 가장 큰 마을이었고 용메(뫼)는 상갈리에 위치한 산이름인데 용이 하늘로 오르는 것을 본 여인이 낙태하였다고하는 속설이 있다. 윗갈래는 상갈천의 속지명이고 허장골은 상갈리에 있는 마을의 속지명이다.
보라동은 본래 용인현 기곡면 지역이었는데 1914년 행정구역을 개편할 때, 보평 통산, 라곡, 방골을 합치고 보평과 라곡의 첫음을 따서 보라리라 하였고 마을에 구전되어 오는 속설을 보면 "마을 앞 고목에 보라매가 앉은 후부터 보라리"라 하였다고도 하는데 보라매란 난지 일 년이 안되는 어린 새끼를 말하며 들여진 매를 수진이, 길이 않들여진 매를 '날진이'라 하기에 '보라리'란 지명은 보라매에서 연유된 것이 아니라 앞서의 보라와 나곡에서 합성된 지명으로 보인다.
가는골은 세곡. 가는 굴. 등으로 호칭되는 속지명으로 작은 골짜기를 이르는 말이고 궁뜰은 보라리에 있는 들로 궁뜰고개는 궁뜰뒤에 있는 고개이다. 나곡은 마을 이름으로 통산 동쪽에 있고 능골은 보라리에 있는 골짜기 불당이 있었다. 방골은 보라리에 있는 골짜기 블당이 있었고 음지마을은 음지촌 통뫼마을 동쪽에 있는데 통메(뫼)는 보라리에서 음뜸되는 마을로 마을 앞에 있는 산을 통산이라 한데서 생긴 지명이고 차뫼골은 보라리에 있는 골짜기이다.
지곡동은 보라동에 속하는 법정동으로, 남동쪽에는 부아산(402.7m)이 있어 그 줄기가 길게 지역을 감싸고 있다. 본래 용인현 기곡면인데 1914년 행정구역을 개편할 때 다래울,기와집 말, 사기막을 합치고 지곡리라 하였다. 일설에는 예전에 지초가 많았으며 골이 깊다고 하여 지초에서의 지자와 골곡자를 합쳐서 지곡리라고 하였다고 한다. 기와집 말은 기와집이 있는 마을, 다래울, 서남쪽으로 자리잡은 마을 기묘사화 때 조광조 일당으로 연루된 음애 이자 선생의 생가와 부친 예견을 모시던 사당이 있었는데 인근 마을에서 유일하게 '기와집마을'이라 하였다고 전해진다.
다래울은 중동 동남쪽에 있는 마을 월애동이라고 하고 뒷실은 후곡. 사기막에 있는 골짜기이고 사기막골은 상동 동남쪽에 있는 마을 사기막이 있었으며 조선시대에 백자를 생산을 하였다. 사은정은 지곡동 하동에 있는 정자, 정암 조광조, 음애 이자, 회곡 조광보, 방은 조광좌 등 4인의 장수강학지소였다고 하여 4은정이라 하였다. 상동은 지곡리 뒷실 위쪽에 있는 마을이고 중동은 지곡리 마을 중 중간에 위치하는 마을이므로 중동이고 두암산은 공세리 하동에 있는 동산이다.
영덕동은 흥덕지구의 인구증가로 인해 신갈동에서 분동된 영덕동(행정동과 일치)의 법정동으로, 본래 용인현의 지내면 지역이었으나 1914년 행정구역을 개편할 때 영통리와 덕동 일부를 합치고 영통에서의 영 자와 덕동에서의 덕 자를 합쳐서 영덕동이라 하였다. 하갈동은 영덕2동에 속하는 법정동으로, 본래 용인현의 기곡면 지역이었으나 하갈천과 행의동 일부를 합치고 갈천 아래에 있다고 해서 하갈동이라 하였다고 전한다.
서농동은 1914년 행정구역 개편시 농사동과 내서천을 합쳐 농사동의 '농'(農)자 와 내서천의 '서'(書)자를 합쳐서 농서리라 칭했고 행정구역 개편시 외서천과 내서천을 합쳐 서천리라 칭했는데 속설에 의하면 선비들이 동리앞에 흐르는 냇가에 모여 글을 읽었으므로 글서의 서(書)와 내천의 천(川)자를 합쳐 서천리라 칭하였다고 전해진다.
기흥동은 고려시대 용구현과 조선시대 용인현에 속해있던 역참지역으로 1914년 4월 1일 지내면의 영통리 지역과 기곡면의 일원을 합치고 구흥면과 내읍삼면 일부를 합친 지역으로 「기곡(器谷)」 에서의 첫글자와「구흥 (駒興)」에서의 끝글자를 합쳐서 기흥면이 되었다는 명칭을 옛 기흥읍의 공세리와 고매리를 합친 행정동명으로 정한 것이다.

## 역사
- 2005년 5월 27일 경기 용인시에 의하면 지명위원회를 개최, 기흥읍과 구성읍 일대를 합친 신설 구 이름을 두 지역명에서 한 자씩을 따 ‘구흥구’(駒興區)로 확정했던 당초 결정을 바꿔 ‘기흥구’(器興區)로 최종 결정했다.[5]

- 2005년 10월 31일 구제(區制)를 발표하여 신설된 기흥구로 새로운 편제를 실시하였다.[8] (9행정동 18법정동)

| 용인시 조례 제648호 |             |                                        |
| 구 행정구역         | 신 행정구역 | 신 행정구역                            |
| 기흥읍              | 기흥구      | 신갈동, 구갈동, 상갈동, 기흥동, 서농동 |
| 구성읍              | 기흥구      | 보정동, 구성동, 마북동, 어정동         |
- 2007년 7월 2일 어정동을 동백동, 상하동으로 분동하였다.[9] (10행정동)
- 2010년 8월 2일 신갈동을 신갈동, 영덕동으로 분동하였다.[10] 9월 10일 동주민센터를 개소하였다.[11] (11행정동)
- 2020년 1월 20일 상갈동은 상갈동, 보라동으로, 동백동은 동백1동, 동백2동, 동백3동으로, 영덕동은 영덕1동, 영덕2동으로 분동하였다.[12]  (15행정동)

## 행정 구역

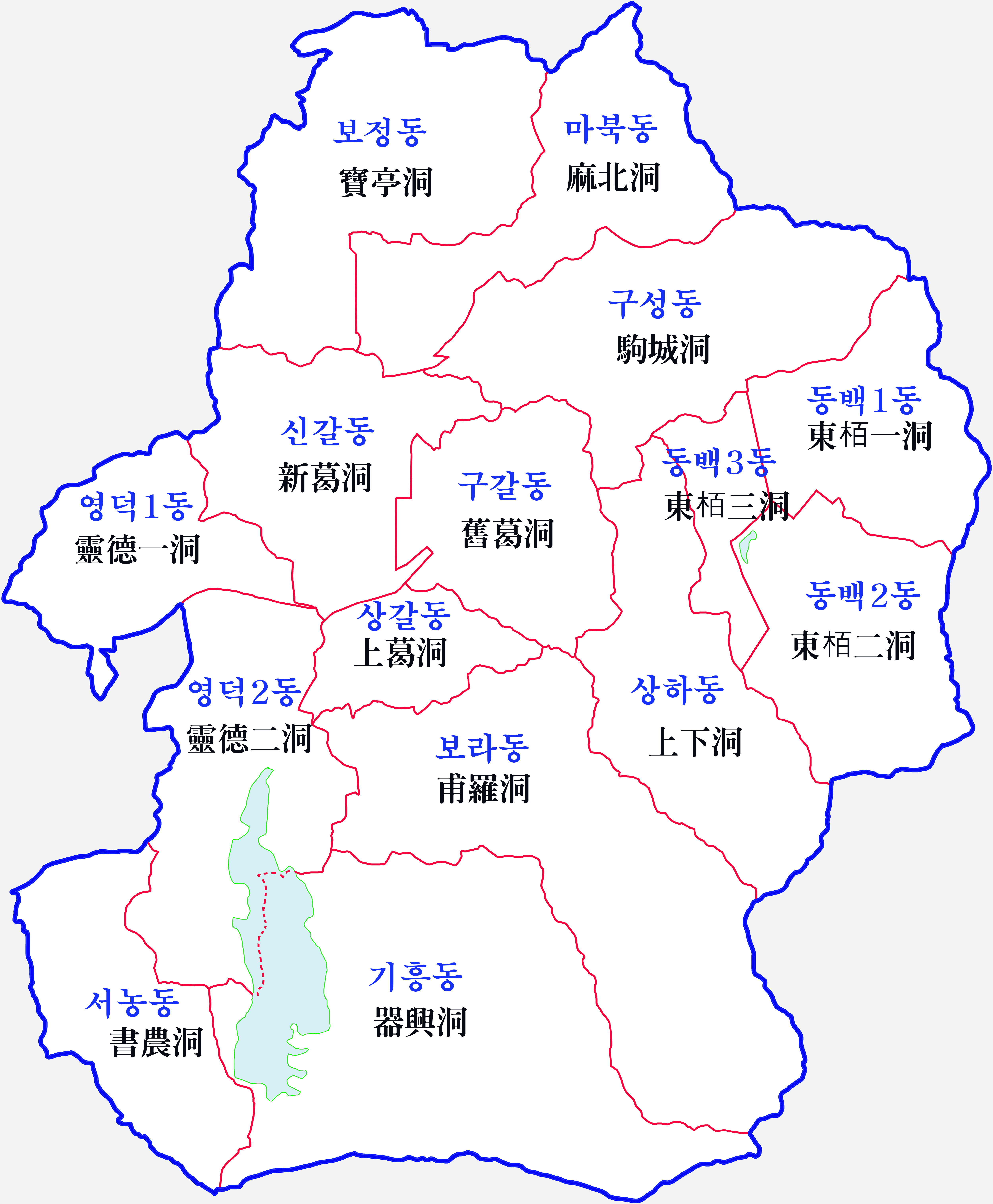
기흥구의 행정구역

2020년 월 말 주민등록을 기준으로 기흥구의 인구는 43만7146 명, 165,355 세대이며, 등록외국인을 합치면 43만7146 명이다.
| 행정동  | 한자    | 면적 | 인구    | 세대    |
| ------- | ------- | ---- | ------- | ------- |
| 신갈동  | 新葛洞  | 4.8  | 37,555  | 13,650  |
| 영덕1동 | 靈德1洞 | 3.6  | 30,800  | 11,538  |
| 영덕2동 | 靈德2洞 | 5.9  | 16,397  | 6,263   |
| 구갈동  | 舊葛洞  | 4.2  | 28,257  | 11,629  |
| 상갈동  | 上葛洞  | 2.0  | 13,560  | 6,066   |
| 보라동  | 甫羅洞  | 10.1 | 33,283  | 12,156  |
| 기흥동  | 器興洞  | 11.7 | 22,762  | 8,502   |
| 서농동  | 書農洞  | 4.2  | 20,768  | 8,387   |
| 보정동  | 寶亭洞  | 6.8  | 36,245  | 12,751  |
| 구성동  | 駒城洞  | 6.9  | 40,987  | 14,286  |
| 마북동  | 麻北洞  | 5.4  | 31,771  | 11,186  |
| 동백1동 | 東栢1洞 | 3.9  | 32,984  | 11,304  |
| 동백2동 | 東栢2洞 | 4.6  | 27,345  | 9,011   |
| 동백3동 | 東栢3洞 | 1.9  | 22,397  | 7,868   |
| 상하동  | 上下洞  | 5.5  | 24,918  | 8,515   |
| 기흥구  | 器興區  | 81.7 | 437,146 | 165,355 |

## 인구

기흥구 연령별 인구구조

용인시 기흥구의 연도별 인구(내국인) 추이
| 연도   | 총인구    |  |
| ------ | --------- |  |
| 2005년 | 229,748명 |  |
| 2010년 | 354,643명 |  |
| 2015년 | 407,238명 |  |
| 2021년 | 445,924명 |  |

## 교통

### 철도
- 코레일

- 수도권 전철 수인·분당선

(서울특별시) ← (성남시) ← (수지구) ← 보정역 - 구성역 - 신갈역 - 기흥역 - 상갈역 → (수원시)
- 용인경전철(주)

- 용인 경전철

(시종착역) - 기흥역 - 강남대역 - 지석역 - 어정역 - 동백역 - 초당역 → (처인구)

### 도로
- 영동고속도로

- (동수원 나들목) ― 신갈 분기점 ― 마성 나들목 ― (용인 나들목)

- 경부고속도로

- (판교 나들목) ― 신갈 분기점 ― 수원신갈 나들목 ― 기흥 나들목 ― (기흥동탄 나들목)

## 문화·관광
- 경기도 박물관
- 경희대학교 혜정박물관(중앙도서관 4층)
- 디 아모레 뮤지엄(아모레 태평양 박물관)

AMORE PACIFIC 연구 단지 내에 위치한 박물관
- 백남준 아트센터

아티스트 백남준을 기리기 위해 건설된 미술관
- 용인 보정동 고분군
- 이영미술관
- 한국미술관
- 한국민속촌은 보라동 107-1에 위치한 박물관이다. 한국의 전통 문화를 보고 체험해 볼 수 있다. 에버랜드와 함께 한국인과 외국인 모두에게 유명한 관광지이다.

## 교육 기관

### 사립대학교
- 경희대학교[15]
- 강남대학교
- 루터대학교
- 웨스트민스터신학대학원대학교
- 칼빈대학교